# Cal Piteu
|  | Per a altres significats, vegeu «Cal Piteu (Sant Ramon)». |

Cal Piteu és una masia al terme municipal d'Isona i Conca Dellà pertanyent al poble de Siall, de l'antic terme d'Isona. És al costat de llevant del poble de Siall. El seu cobert esdevé casal municipal amb motiu de la Festa Major del poble.